# 亞斯納
《亞斯納》（阿維斯陀語：Yasnā）是《阿維斯塔》中的一部份，意為「崇拜」、「贊頌」。內容主要是對阿胡拉·馬茲達、阿梅沙·斯彭塔和亞扎塔等善神的祈禱詩。瑣羅亞斯德教的祭祀儀式也稱為亞斯納。共七十二章，現今一般指除去《伽薩》十七章後的五十五章。

## 內容
- 第1章：贊頌阿胡拉·馬茲達。
- 第2章：迎神儀式。
- 第3-8章：贊頌遵命天使索魯什（Sorūsh）。
- 第9-11章：贊頌聖草胡姆（Houm）。
- 第12章：《弗拉瓦拉內》即《明誓篇》，入教或懺悔時吟誦。
- 第13-18章：迎神贊頌。
- 第19-21章：闡釋教義的瑣羅亞斯德教三大著名祈禱。
- 第22-26章：迎神贊頌。
- 第27章：重複19-21章。
- 第28-34章：《伽薩》第一篇。
- 第35-41章：著名的七章，語言與《伽薩》相似，推測年代相近，一說出自瑣羅亞斯德直傳弟子之手。
- 第42章：略晚於35-41章。
- 第43-46章：《伽薩》第二篇。
- 第47-50章：《伽薩》第三篇。
- 第51章：《伽薩》第四篇。
- 第52章：《胡什巴姆》，每日清晨吟唱的頌歌。
- 第53章：《伽薩》第五篇。
- 第54章：《艾爾亞曼·伊什亞》：贊頌健康之神，被譽為瑣羅亞斯德教第四大著名祈禱。
- 第55章：贊頌《伽薩》。
- 第56-57章：贊頌遵命天使索魯什（Sorūsh）。
- 第58章：祝福篇章。
- 第59章：重複17-26章。
- 第60-61章：祝福篇章。
- 第62章：贊頌聖火阿塔爾。
- 第63-69章：贊頌聖水儀式（Ab-Zohr）。
- 第70-72章：送神贊頌。

## 節選
「純潔的、祛除死亡的胡姆答到：世上的維萬格罕首次用我做成飲料。作為對其行為的酬報，我使他得福，生了個男孩，名叫賈姆希德。他擁有成群的良畜，成為世民百姓中最顯赫的人物。他有太陽一般的明眸。當政期間，他使動物和人類長生不老，使江河奔流不息，草木永不枯槁，使食物豐盛，取之不盡，用之不竭。」--《亞斯納》第九章第四節